# Олейников, Иван Иванович
Ива́н Ива́нович Оле́йников (1923—1945) — лейтенант Рабоче-крестьянской Красной Армии, участник Великой Отечественной войны, Герой Советского Союза (1945).

## Биография
Иван Олейников родился 9 октября 1923 года на хуторе Оселедков (ныне — Павловский район Воронежской области). После окончания средней школы работал трактористом. В 1941 году Олейников был призван на службу в Рабоче-крестьянскую Красную Армию. Окончил Майкопское танковое училище. С того же года — на фронтах Великой Отечественной войны.
К марту 1945 года гвардии лейтенант Иван Олейников командовал ротой 92-го отдельного инженерно-танкового полка, 5-й ударной армии, 1-го Белорусского фронта. Отличился во время освобождения Польши. В марте 1945 года рота Олейникова во время прорыва немецкой обороны в Кюстрине нанесла противнику большие потери в боевой технике и живой силе, проникнув в центр города и продержавшись до подхода основных сил. В том бою Олейников получил ранение, от которого скончался 8 марта 1945 года.
Указом Президиума Верховного Совета СССР от 31 мая 1945 года гвардии лейтенант Иван Олейников посмертно был удостоен высокого звания Героя Советского Союза. Также был награждён орденами Ленина и Красной Звезды, рядом медалей.

## Память
Имя И. И. Олейникова носит улица в селе Шувалов Павловского района. В том же селе И. И. Олейникову установлена мемориальная доска.
В городе Павловск установлен бюст И. И. Олейникова (2005).